# Calebasse Van Marum
La Calebasse Van Marum est une variété de poire. 

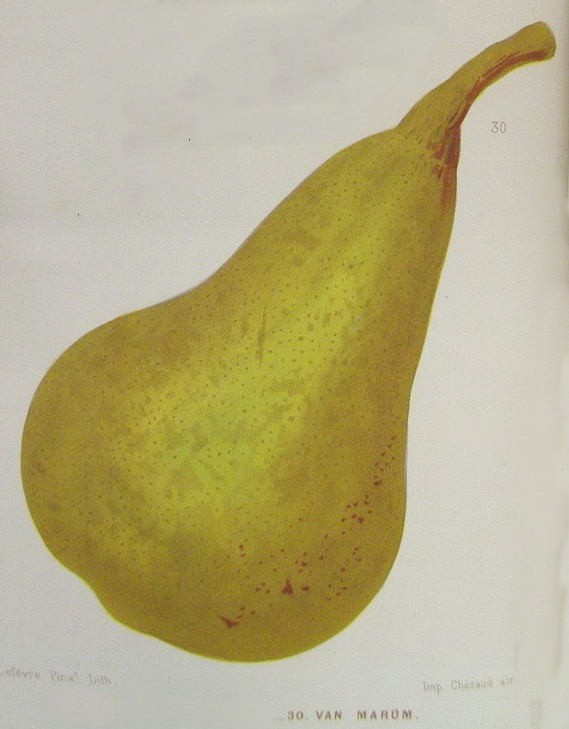
Van Marum (poire), aquarelle d'Alphonse Mas.

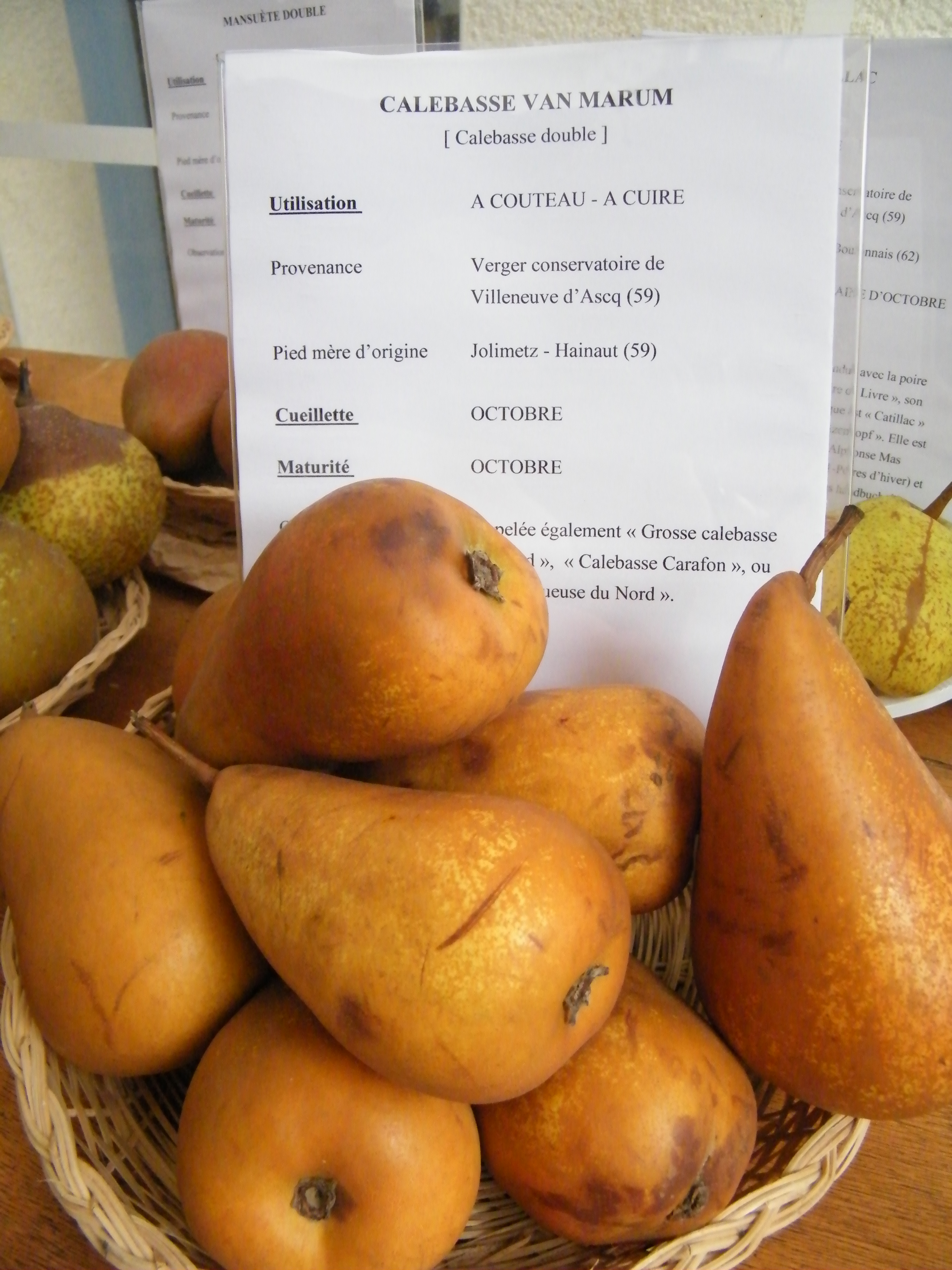
Fruits mûrs.

## Origine

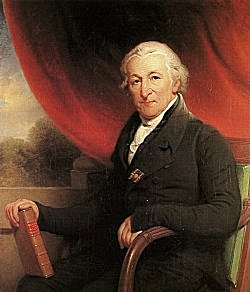
Martin Van Marum.

Van Mons est l'obtenteur à Louvain, en 1820, de cet énorme fruit. Il lui donna le nom du chimiste hollandais Martin Van Marum (1750-1837).

## Synonymie
- Van Marum[2].
- Double Calebasse Extra
- Calebasse Monstrueuse du Nord
- Calebasse Royale
- Monstrueuse de Flandres.
- Carafon.
- Bouteille[1]...

## Description

### Arbre
Cette variété se conduit en pyramide ou en espalier, de préférence au plein vent en haute tige car la grosseur des fruits conduit à leur chute.

### Fruit
C'est une calebasse assez inconstante, ventrue et bien bosselée, quelquefois pentagone, de grosseur parfois considérable (800 g.).
Souvent granuleuse au centre du fruit, la chair est blanche, mi-fine avec une eau abondante, sucrée, quelque peu musquée.